# Ministru
Ministrul este un politician, înalt funcționar de stat care deține o funcție publică importantă într-un guvern național sau regional, elaborează și pune în aplicare deciziile cu privire la politicile statului în colaborare cu alți miniștri, și conduce de obicei un minister. Unii miniștri dispun de unele funcții mai extinse decât alții, și sunt, de obicei membri ai guvernului.

## Etimologie
Termenul de "ministru" este, de asemenea, utilizat în diplomație, pentru un diplomat de clasa a doua, cum ar fi titlul de Ministru Plenipotențiar, clasându-se între un ambasador și un ministru rezident.
Termenul de ministru provine din engleza medie, derivând din cuvântul francez vechi ministre, inițial minister în latină, însemnând "slujitor, însoțitor", care însuși a fost derivat din cuvântul 'minus', adică "mai puțin".

## Tipuri de miniștri și nume
Diferite țări formează ministere ca cabinete (a se vedea lista dulapurilor). 
- Listele grupurilor existente cuprind listele de miniștri pe țări

Miniștrii specifici sunt:
- Ministrul Agriculturii
- Ministrul Comerțului
- Ministerul Comunicațiilor
- Ministrul Culturii
- Ministrul Apărării
- Vice prim ministru
- Ministrul Educației
- Ministrul Energiei
- Ministrul Mediului
- Ministerul de Finanțe
- Ministrul de Externe
- Ministrul Sănătății
- Ministrul Industriei
- Ministru de Interne
- Ministrul Justiției
- Ministrul Muncii
- Prim-ministru
- Ministrul Lucrărilor Publice
- Ministrul Științelor
- Ministrul Sporturilor
- Ministrul Turismului
- Ministrul Transporturilor

Unii miniștri pot deține mai multe portofolii și pot conduce simultan mai multe ministere, în timp ce mai mulți miniștri cu portofolii separate pot supraveghea un singur minister sau pot împărți atât portofoliile ministeriale, cât și portofoliile ministeriale în diferite ministere.

### Ministrul culturii
Un ministru al culturii sau al patrimoniului se ocupă, de regulă, de politicile culturale. Acesta este responsabil pentru politicile culturale, care sunt adesea politici privind artele (sprijin direct și indirect pentru artiști și organizații artistice) și măsuri pentru protejarea patrimoniului național și a expresiilor culturale ale unei țări sau ale unei regiuni subnaționale. Ministerul corespunzător gestionează:
- un registru oficial al siturilor istorice protejate și al altor locuri de importanță culturală;
- menținerea arhivelor naționale ale lucrărilor culturale, inclusiv a muzeelor publice, galeriilor și bibliotecilor;
- înființarea consiliilor de arte care distribuie finanțări pentru artiști și organizații artistice;
- oferirea de finanțare și alte forme de sprijin pentru artiști și instituții culturale.

În unele țări sau jurisdicții subnaționale (de exemplu, provincii, regiuni, landuri), ministrul culturii poate fi, de asemenea, responsabil pentru sport, problemele tineretului sau turism (de exemplu, în Turcia). În unele cazuri, ministrul culturii are atribuții legate și de afaceri externe (de exemplu, în Scoția), educație (de exemplu, Ungaria, Islanda, Indonezia), politici științifice și tehnologice (de exemplu, Japonia), comunicații/media (Singapore, Regatul Unit) sau de o zonă geografică asociată cu patrimoniul național (de exemplu, Irlanda).

### Ministrul informațiilor
Un ministru al informațiilor este o funcție în guvernele unor țări, responsabilă de gestionarea aspectelor legate de informații; adesea asociată cu cenzura și propaganda. Uneori, această funcție este atribuită unui Ministru al Culturii.

#### Țări cu ministere ale informațiilor
- Bangladesh
- Egipt
- Hong Kong
- India
- Indonezia
- Israel
- Liban
- Malaysia
- Namibia
- Nigeria
- Macedonia de Nord
- Palestina
- Filipine
- Arabia Saudită
- Serbia
- Singapore
- Coreea de Sud
- Thailanda
- Ucraina
- Vietnam
- Australia (1939-1950)
- Irak (funcție istorică în timpul președinției lui Saddam Hussein)
- Franța (1938-1974)
- Germania
- Norvegia
- Rusia
- Statele Unite